# Alfa Romeo 159 (F1)
Chronologie des modèles (1951)
Alfa Romeo 158 Alfa Romeo 177
L'Alfa Romeo 159 Alfetta est une monoplace de Formule 1 fabriquée par le constructeur italien Alfa Romeo entre 1950 et 1951. Elle dérive tout naturellement de l'Alfa Romeo 158 qui avait dominé tous les Grands Prix depuis la fin de la Seconde Guerre mondiale jusqu'en 1950. Elle reprend quasiment tout de son aïeule à l'exception des suspensions arrière qui sont de type De Dion, solution coûteuse et complexe mais que les ingénieurs milanais connaissent parfaitement et les jugent indispensables pour faire passer aux roues la puissance du moteur. 
Dévoilée et mise en course pour la première fois lors du Grand Prix d'Italie le 3 septembre 1950, dernière épreuve de l'année 1950, le moteur à huit cylindres en ligne de 1 500 cm3, alimenté par un compresseur volumétrique Roots à deux étages, développe 425 ch à 9 300 tr/min. La version engagée l'année suivante atteindra les 450 ch à 9 500 tr/min au Grand Prix d'Espagne, dernière et décisive course de l'année 1951. Toutes les autres caractéristiques de cette monoplace d'exception représentent un record, à commencer par son poids de seulement 710 kg, le rapport poids/puissance de 1,67 kg/ch, la capacité des réservoirs d'essence de 350 litres et enfin, sa vitesse de pointe de 305 km/h.

## Les Grands Prix

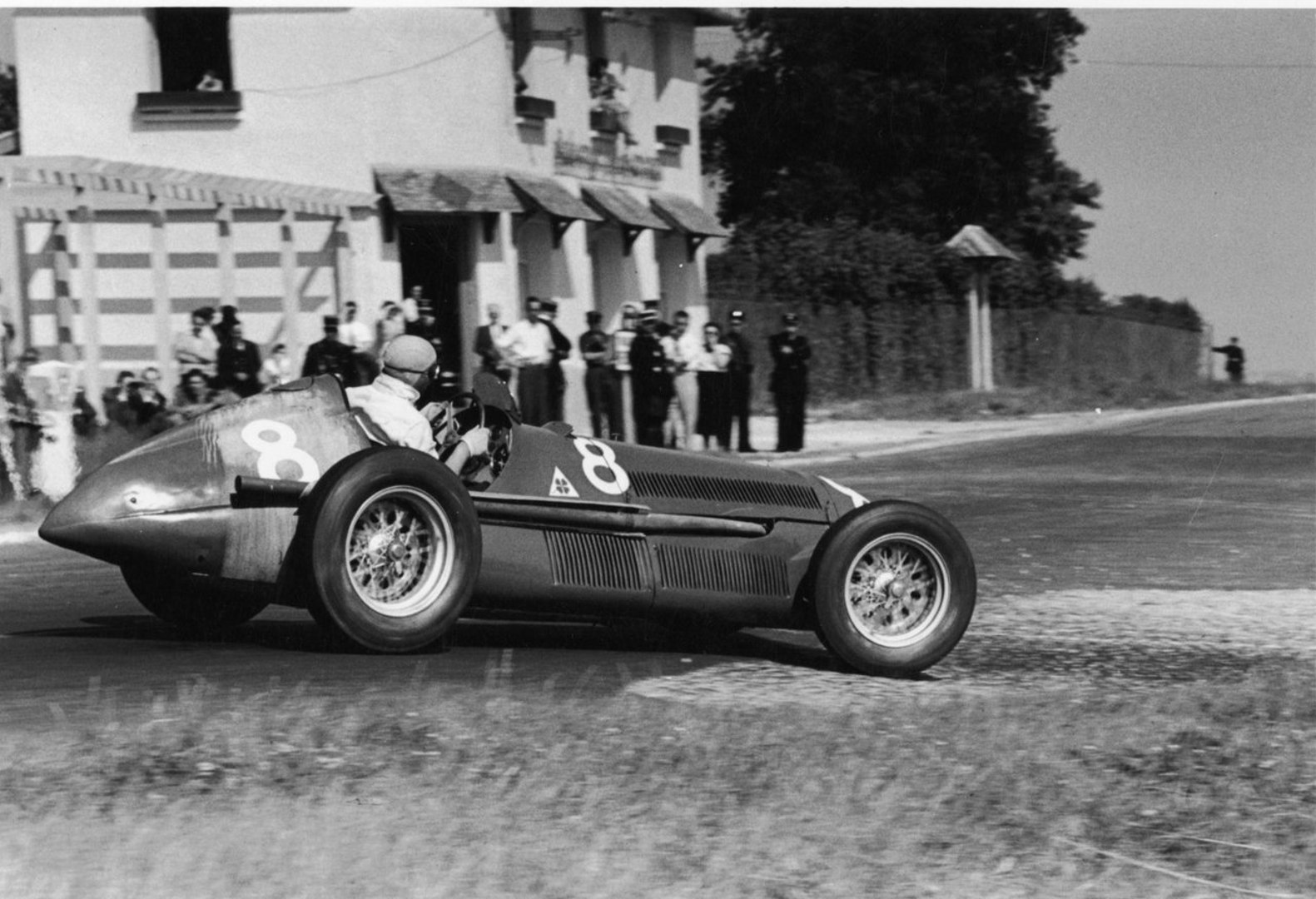
Luigi Fagioli au Grand Prix de France 1951.

L'Alfa Romeo 159 remporte facilement les trois premiers Grands Prix de Formule 1 de 1951 : celui de Suisse le 27 mai grâce à Fangio, le Grand Prix de Belgique avec Giuseppe Farina et le Grand Prix de France le 1er juillet avec Fangio. L'Alfa 159 ne remporte ensuite que la dernière course de la saison en Espagne le 28 octobre. Durant les sept Grands Prix de cette saison, l'Alfa 159 décroche à chaque fois le meilleur tour en course (cinq fois avec Fangio, deux fois avec Farina). 
Hors-championnat du monde, l'Alfa 159 signe la victoire  au Ve Ulster Trophy le 2 juin avec Farina, au Ve Grand Prix de Bari le 2 septembre avec Fangio, et au IVe Goodwood Trophy le 29 septembre avec Farina.
L'Alfa Romeo 159 a marqué l'histoire de la Formule 1 pour avoir couru avec le moteur de 1 500 cm3 le plus puissant jamais construit, parce que ce fut la première voiture pilotée par Fangio qui a conquis à son bord, son premier titre mondial et enfin parce que dès la fin 1951, Alfa Romeo, qui voulait consacrer tous ses efforts financiers pour développer sa production de voitures de série, décide de se retirer de la Formule 1 et des compétitions.
Alfa Romeo reviendra vingt ans plus tard à la compétition, en 1971, avec une brève participation comme constructeur de moteurs.

## Caractéristiques (type 159 de 1951)
- Type : Monoplace, moteur avant, propulsion, châssis tubulaire
- Moteur : 8 cylindres en ligne, 1 479 cm3, 1 ACT, deux compresseurs Roots, 450 chevaux à 9 300 tr/min
- Consommation (en course) : 165 litres/100 km
- Boîte : manuelle, 4 vitesses
- Freins : à tambours
- Pneus av./arr. : 5.50/6-18 / 7.00/7-18
- Poids : 710 kg
- Vitesse maximale : 310 km/h

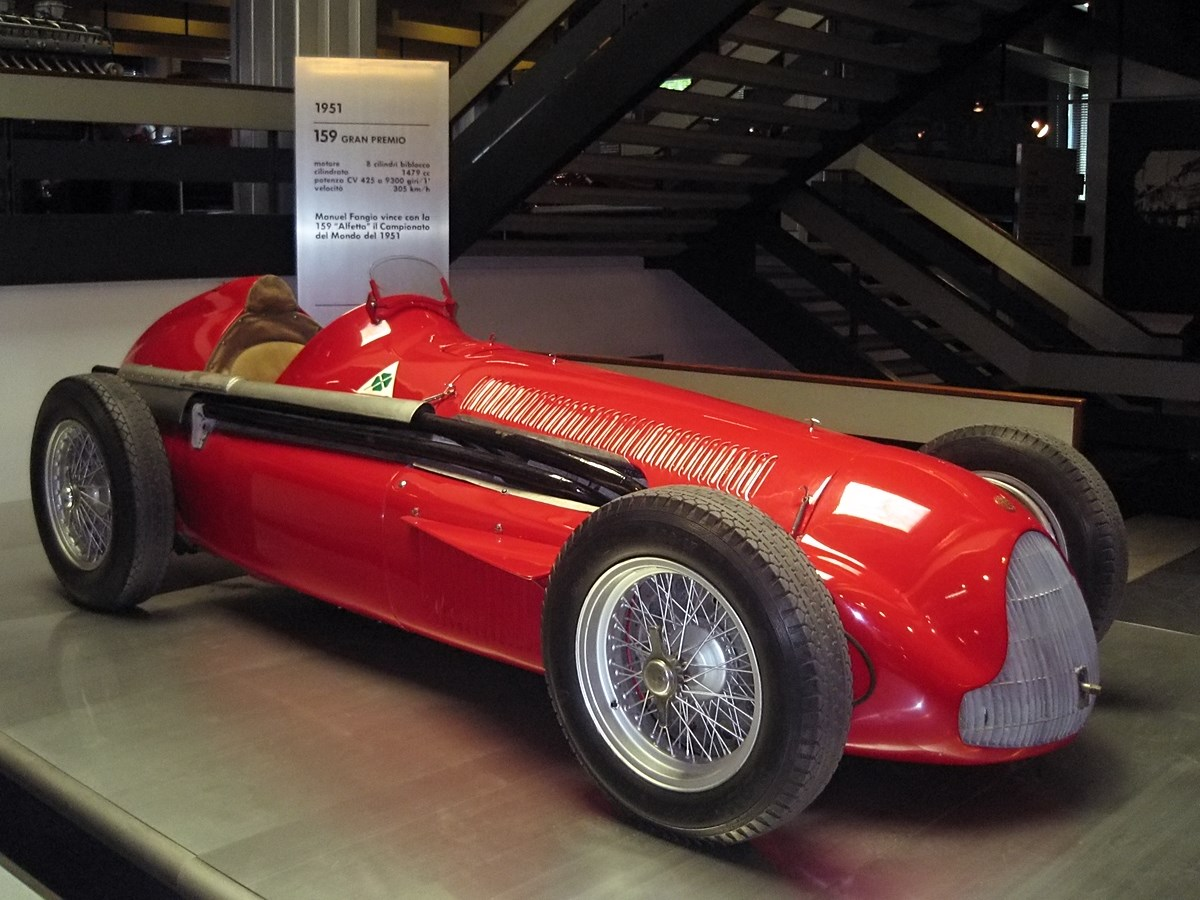
L'Alfetta 159.

S’inspirant du huit cylindres en ligne de la P3, l'ingénieur Gioachino Colombo conçoit un moteur en alliage de magnésium avec culasse intégrée, chemises rapportées en acier et carter en magnésium boulonné au bloc. Le vilebrequin expertement taillé dans un bloc d’acier au chrome nickel ne pèse que 10 kg, tandis que le moteur ne pèse que 165 kg.

## Résultats détaillés en championnat du monde des pilotes de Formule 1
| Saison | Écurie         | Moteur            | Pneumatiques | Pilotes              | Courses | Courses | Courses | Courses | Courses | Courses | Courses | Courses |
| Saison | Écurie         | Moteur            | Pneumatiques | Pilotes              | 1       | 2       | 3       | 4       | 5       | 6       | 7       | 8       |
| ------ | -------------- | ----------------- | ------------ | -------------------- | ------- | ------- | ------- | ------- | ------- | ------- | ------- | ------- |
| 1951   | Alfa Romeo SpA | Alfa Romeo 159 L8 | Pirelli      |                      | SUI     | 500     | BEL     | FRA     | GBR     | ALL     | ITA     | ESP     |
| 1951   | Alfa Romeo SpA | Alfa Romeo 159 L8 | Pirelli      | Giuseppe Farina      | 3e      |         | 1re     | 5e      | Abd     | Abd     | 3e      | 3e      |
| 1951   | Alfa Romeo SpA | Alfa Romeo 159 L8 | Pirelli      | Juan Manuel Fangio   | 1re     |         | 9e      | 1re     | 2e      | 2e      | Abd     | 1re     |
| 1951   | Alfa Romeo SpA | Alfa Romeo 159 L8 | Pirelli      | Toulo de Graffenried | 5e      |         |         |         |         |         | Abd     | 6e      |
| 1951   | Alfa Romeo SpA | Alfa Romeo 159 L8 | Pirelli      | Consalvo Sanesi      | 4e      |         | Abd     | 10e     | 6e      |         |         |         |
| 1951   | Alfa Romeo SpA | Alfa Romeo 159 L8 | Pirelli      | Luigi Fagioli        |         |         |         | 1re     |         |         |         |         |
| 1951   | Alfa Romeo SpA | Alfa Romeo 159 L8 | Pirelli      | Felice Bonetto       |         |         |         |         | 4e      | Abd     | 3e      | 5e      |
| 1951   | Alfa Romeo SpA | Alfa Romeo 159 L8 | Pirelli      | Paul Pietsch         |         |         |         |         |         | Abd     |         |         |

Légende : ici 